# Rocca Pietore
Rocca Pietore är en ort och kommun i provinsen Belluno i regionen Veneto i Italien. Kommunen hade 1 203 invånare (2018).